# 1989年アリアナ・アフガン航空An-26不時着事故
1989年アリアナ・アフガン航空An-26不時着事故は、1989年6月18日にイランのスィースターン・バルーチェスターン州で発生した航空事故である。カブール国際空港からザランジ空港へ向かっていたアリアナ・アフガン航空の国内線（アントノフ An-26B）が不時着し、乗員乗客39人中6人が死亡した。

## 事故の経緯
YA-BAKはカブール国際空港からザランジ空港へ向かう国内定期旅客便として運航されていた。飛行中、副操縦士と他の乗員らが口論となった。その際、止めに入ったスカイマーシャルが副操縦士の肩へ向けて発砲した。さらに混乱したスカイマーシャルがランプドアを開けたため、同機は操縦不能に陥り、イラン領内へ侵入した。AFT13時30分頃、An-26はスィースターン・バルーチェスターン州ザーボル付近の砂丘に不時着し、横転した。
不時着によって乗客4人が即死し、2人が病院への搬送後に死亡した。報告によれば、死者には女性1人と子供3人が含まれている。

## 事故原因
イランのアリレザ・モアエリ副首相（Alireza Moayeri）が調査を任命され、現地へ派遣された。当初は乗客の話から、ハイジャック犯2人が同機を乗っ取ろうとし、パイロットと格闘したことが原因と推定された。また、12人が人質に取られたとの報告もされたが、イラン首相府はこれを否定した。
モアエリ副首相は会見でスカイマーシャルが副操縦士へ発砲し、さらにランプドアを開けたことが事故原因だと発表した。副操縦士ら4人の乗員間には以前から対立があり、極度の緊張状態だったことからスカイマーシャルが発砲してしまったと見られている。